# Břest
Břest – gmina w Czechach, w powiecie Kromieryż, w kraju zlińskim. Według danych z dnia 1 stycznia 2012 liczyła 929 mieszkańców.
W miejscowości jest przystanek kolejowy Břest.